# Бобровский 1-й (Волгоградская область)
Бобровский 1-й — хутор в Серафимовичском районе Волгоградской области.
Входит в состав Усть-Хопёрского сельского поселения.

## География

### Улицы
- ул. Восточная
- ул. Победы
- ул. Прибрежная
- пер. Майский
- пер. Некрасова

## Население
| 2010 |
| ---- |
| 190  |